# Karsemose
Karsemose er et skov- og sommerhusområde i Halsnæs Kommune (tidligere Frederiksværk Kommune) i Nordsjælland – grænsende tæt op til Helsinge Kommune og Tisvilde Hegn. 
I Karsemose findes bl.a. Asserbo Slotsruin og Sandkroen.
|  | Denne artikel om lokaliteten Karsemose kan blive bedre, hvis der indsættes et (bedre) billede. Du kan hjælpe ved at afsøge Wikimedia Commons for et passende billede eller lægge et op på Wikimedia Commons med en af de tilladte licenser og indsætte det i artiklen. |

55°59′40″N 12°02′13″Ø / 55.9945°N 12.03707°Ø